# Теодор Безбожник
Теодор Кирински, такође Теодор Безбожник (стгрч. Θεοδωρος Θεοδωρος; око 340. п. н. е. - око 250. п. н. е.)  - старогрчки филозоф киринске школе. 
Датовање философовог живота заснива се на „Хроникама“ Јевсевија из Цезареје, где се његова активност доводи у везу са 4. годином 117. Олимпијаде, односно 309. п. н. е. Преостали доксографски подаци о Теодору су ниске поузданости. Верује се да је филозоф рођен у граду Кирени, одакле је био приморан да оде у Атину, где се придружио Киренаицима. Диоген Лаерције и дневник  Суда извештавају да је Теодор учио и са стоичким Зеноном из Цитиума, софистом Брисоном из Хераклеје и дијалектичарем Дионисијем Халкидонским, као и са скептиком Пироном. Савремени историчари сматрају поузданим само утицај учења од Пирона, на шта указује присуство неких сличних идеја међу филозофима. Теодор је проучавао учење киренаика или од Аристипа Млађег, како је веровао Диоген Лаертије, или од Анекерида, како сам Диоген истиче, позивајући се на мишљење Антистена у „Наследицама филозофа“.
Диоген Лаертије указује да је Теодор био приморан да напусти Атину након што је изведен пред Ареопаг због „безбожништва“ (ασεβεια), али не даје детаље. Амфикрат, у својој књизи „О славним људима“, пише да је осуђен на тровање кукутом, али то је непоуздано, а Диоген указује да му је Деметрије из Фалерума помогао да избегне суђење. Можда верзија кукуте потиче из Стобијеве „Антологије“ која пише о филозофовом смелом одговору на претњу смрћу због смелих говора: „Заиста ћеш постати узвишен, краљу, изједначивши се са снагом кукуте”.
Пре своје смрти, филозоф се вратио у свој родни град Кирену, где је уживао покровитељство краља Мага Киренског.
Према Диогену Лаертију, Теодор је основао читав један правац у филозофији, али је у историји остало име само једног ученика филозофа, Биона Бористенита. Међутим, он није био убеђени киренаик, еклектички комбинујући елементе учења киника и софиста, укључујући и свој начин живота.